# HD 23079
Tupi eller HD 23079 är en ensam stjärna belägen i den norra delen av stjärnbilden Rombiska nätet. Den har en skenbar magnitud av ca 7,12 och kräver åtminstone en handkikare för att kunna observeras. Baserat på parallax enligt Gaia Data Release 2 på ca 29,9 mas, beräknas den befinna sig på ett avstånd på ca 109 ljusår (ca 33 parsek) från solen. Den rör sig bort från solen med en heliocentrisk radialhastighet på ca 0,65 km/s.

## Nomenklatur
HD 23079 fick på förslag av Brasilien, namnet Tupi i NameExoWorlds-kampanjen som 2019 anordnades av International Astronomical Union. Stjärnan är uppkallad efter namnet på den inhemska folkgruppen Tupifolket.

## Egenskaper
HD 23079 är en solliknande gul till vit stjärna i huvudserien av spektralklass F9.5 V. Den är dock lite varmare och mer massiv än solen och har en metallicitet som är lägre än solens, vilket innebär överskottet av andra element än väte och helium är lägre än i solen. Den har en massa som är ungefär en solmassor, en radie som är ungefär en solradier och har ca 1,4 gånger solens utstrålning av energi från dess fotosfär vid en effektiv temperatur av ca 6 000 K.

## Planetsystem
I oktober 2001 tillkännagavs att en jätteplanet som kretsar kring stjärnan hade hittats. Omloppsbanan för detta objekt liknar den för Mars, och närvaron av en så stor exoplanet skulle ha en stark inverkan på en jordliknande planet i stjärnans beboeliga zon.
| Planet | Massa           | Halv storaxel (AE) | Siderisk omloppstid (d) | Excentricitet | Inklination | Radie |
| ------ | --------------- | ------------------ | ----------------------- | ------------- | ----------- | ----- |
| b      | ≥2,41 ± 0,06 MJ | 1,586 ± 0,003      | 724,5 ± 2,2             | 0,087 ± 0,031 | -           | -     |